# Горње Биоско (Источни Стари Град)
Горње Биоско је насељено мјесто у општини Источни Стари Град, Република Српска, БиХ.

## Историја
Током протеклог рата у Босни и Херцеговини, ово мјесто је било на линији фронта.
Дејтонским споразумом, бивше насеље Горње Биоско, које се налазило у општини Стари Град је подијељено између Републике Српске и Федерације БиХ. Источни дио насеља је припао Источном Сарајеву, а западни федералном Сарајеву.

## Географија
Насеље се налази у западном дијелу општине Источни Стари Град, на граници са општином Стари Град. Припада мјесној заједници Хреша.

## Туризам
Камп Каменита Глава налази се у селу Горње Биоско, 15-ак минута вожње аутомобилом од Сарајева према истоку.

## Спомен дом
У насељу Горње Биоско, 5. септембра 2016. године отворен је Спомен дом за погинуле борце Војске Републике Српске, гдје су постављене спомен плоче са сликама и именима погинулих бораца из овог насеља. Током Одбрамбено-отаџбинског рата у селу је била прва борбена линија. За стварање Републике Српске живот је дало 19 бораца из овог села, док се двојица још увијек воде као нестали.

## Становништво
Према прелиминарним подацима пописа становништва 2013. године, у насељу је пописано 99 лица. Број становника према попису из 1991. године у бившем јединственом насељу Горње Биоско је износио 247.
| Националност       | 1991.      |
| Срби               | 247 (100%) |
| Хрвати             | 0          |
| Муслимани          | 0          |
| Југословени        | 0          |
| остали и непознато | 0          |
| Укупно             | 247        |